# Nindža kornjače
Nindža kornjače ("Teenage Mutant Ninja Turtles") je crtani film, strip i igrani film. Veliku popularnost doživjeli su i njihovi razni proizvodi (igračke, računalne i videoigre, pa sve do sokova, sladoleda i ostalih zanimacija u kinu).

## Nindža kornjače

#### Nindža kornjače (1987.–1996.)
Splinter, vrhunski borac, pronašao je u kanalizaciji New Yorka četiri male kornjače, koje su zajedno s njim mutirale. One se bore protiv kriminala, najčešće protiv Shreddera i Kranga (zlog mozga iz Dimenzije X), i to u suradnji s njihovim prijateljima: April, Casey, Zachom, Neutrinima, Irmom, Bubamanom,... 
- Zli likovi: Shredder, Han, Doktor Baxter Stockman, Karai, Elitna garda, sve Shredder-ove Noga Ninje, Ljubičasti zmajevi.
- Dobri likovi: Leonardo, Raphael, Donatello, Michelangelo, Splinter, Casey, April, Irma, Zach, Neutrini, Bubaman, Spravaman, Mondo Geko, Usagi, Mona Lisa, Utromi (Mortu i svi ostali).

Tempestra, Kromirani, Pinki, Veliki Loi, Slash,Krang, Bebop, Rocksteady, Kožnoglavi, Kralj štakora.
Karakterizacija likova:
Shredder: Ninjicu majstor, vođa klana Noga (Foot), Oroku Saki
Han: Shredder-ov sluga, mišičav, Ljubičasti zmajevi
Doktor Baxter Stockman: znanstvenik koji je razvio mišolovce za Oroku Sakija (Shreddera). Kao paravan je koristio gradske probleme sa štakorima, a zapravo ih je koristio za pljačkanje banaka. Kada je Stocktronicks Labs bio uništen, a s njim i mišolovci, po Stockmana je došao Han, i odveo ga Shredderu. Shredder ga je kaznio odstranivši mu jedno oko. Za svaki budući neuspjeh, Stockmanu je oduzet dio tijela. Naposljetku je sveden na mozak, očnu jabučicu i leđnu moždinu u spremniku punom vode, s hologramskom glavom. Dr. Chaplin ga je nazvao "frikasti mozak u limenci". Prezirući Shreddera i Hana zbog svih kazni, otišao je raditi za Agenta Biskupa.
Karai:Shredder-ova kći, pravi Ninjicu majstor
Elitna garda: Najmoćnija Shredder-ova vojska

#### Nindža kornjače (2003.–2009.)
Nakon smrti njegovog učitelja Hamato Joshija ,kojeg je ubio Shredder jer je Joshi posjedovao oružje za masovno uništenje, Splinter - štakor koji vlada nindžicu tehnikom, mutira s četiri kornjače u kanalizaciji New Yorka, i postaje im učitelj u toj vještini. Sa svojim prijateljima (April, Casey, Irmom...), pobjeđuju Shreddera, Baxtera, Hana, i sve ostale zlikovce! Proputovale su cijeli svijet, pa čak i svemir.

## Nindža kornjačeanime(1996.)
Nindža kornjače putuju u Japan i dobivaju nove moći.
Tada mogu putovati kroz portale i oni mogu pozvati svoje prijatelje kad god žele.

## Nindža kornjačelive show
Postoji i serija The Next Mutation, to je live show.
Zelenom timu se pridružuje peta kornjača Veneta i mnogi drugi novi zlikovci, među kojima je i Kralj Zmajeva.

## Filmovi
Postoje tri filma:
- Nindže kornjače (1990.) - Upoznavanje s kornjačama i Shredderom
- Nindže kornjače II - Tajna Oozea - Shredder se vraća, a kornjače otkrivaju kako su nastale
- Nindže kornjače III - One putuju u drevni Japan, zahvaljujući Aprilinom žezlu
- TMNT 2007 - Premijera 23. ožujka 2007.-Učitelj mladih ninja kornjača, štakor Splinter trudi se održati borbeni duh svojih razigranih učenika. On će im itekako zatrebati kada se u New Yorku počnu događati čudne stvari. Ne bi li zavladao svijetom, bogati industrijalac Max Winters pokreće vojsku drevnih čudovišta. Jedino borilački tim super ninja-Raphael, Donatello, Michelangelo i Leonardo može se oduprijeti čudovišnoj najezdi koja prijeti pokoriti svijet. Sinkronizirano na hrvatski.

Uloge:
- Franjo Dijak kao Leonardo
- Filip Juričić kao Donatello
- Rakan Rushaidat kao Raphael
- Ozren Grabarić kao Michelangelo
- Predrag Vušović kao Majstor Splinter
- Frano Mašković kao Casey Jones
- Antonija Stanišić kao April O'Neill
- Nataša Janjić kao Karai
- Stojan Matavulj kao General Sokola
- Borko Perić kao General Majmun
- Robert Ugrina kao General Micek i ubojica
- Dean Krivačić kao General Zmija
- Sreten Mokrović kao Max Zima i pripovjedač
- Bojan Navojec kao pukovnik Santino i kuhar

## TV program
U Hrvatskoj:
- Nova TV - novi crtani film

U Bugarskoj:
Nova Tv (bugarska)-novi crtani
Btv-The next mutation
Satelit: 
- AB1 - stari crtani film
- Fox kids - novi crtani film
- Jetix - novi crtani film
- Power kids - stari i novi crtani film i FF
- Super Power Kids-The next mutation
- Mighty Power Kids-stari i novi crtani film i FF

## Vanjske poveznice
- slike